# Sarotorna
Sarotorna is een geslacht van vlinders van de familie tastermotten (Gelechiidae).

## Soorten
- S. eridora Meyrick, 1904
- S. myrrhina Turner, 1919